# (3115) Baily
(3115) Baily est un astéroïde de la ceinture principale.

## Description
(3115) Baily est un astéroïde de la ceinture principale. Il fut découvert par Edward L. G. Bowell le 3 août 1981 à Flagstaff (Observatoire Lowell). Il présente une orbite caractérisée par un demi-grand axe de 2,58 UA, une excentricité de 0,141 et une inclinaison de 10,16° par rapport à l'écliptique.
Il fut nommé en hommage à l'astronome britannique Francis Baily.

## Compléments